# Robert Kuok
Robert Kuok (chinesisch 郭鶴年 / 郭鹤年, Pinyin Guō Hènián; geboren 6. Oktober 1923 in Johor Bahru, Johor) ist ein malaysischer Unternehmer.

## Leben
Kuok ist chinesischer Herkunft. Er studierte an der Raffles Institution  in Singapur. Nach Angaben des US-amerikanischen Forbes Magazine ist Kuok der reichste Malaie.
Er kontrolliert das Unternehmen Shangri-La Hotels and Resorts sowie Perlis Plantations, das aus Zuckerrohr Zucker gewinnt. Am Unternehmen Wilmar International, das Palmenöl herstellt und von seinem Neffen  Kuok Khoon Hong geleitet wird, hält er bedeutende Aktienanteile. Ebenso kontrollierte er die Tageszeitung South China Morning Post. Kuok wohnt in Hongkong, ist verheiratet und hat acht Kinder.

## Autobiografie
- mit Andrew Tanzer: A memoir. Landmark Books, Singapore 2017, ISBN 978-981-4189-73-6